# ジョン・メルフイシュ・ストラドウィック
ジョン・メルフイシュ・ストラドウィック（John Melhuish Strudwick、1849年5月6日 - 1937年7月16日）はイギリスのラファエル前派に属する画家である。

## 略歴
ロンドンのクラパム（Clapham）に生まれた。商人になるのを嫌い、ロイヤル・アカデミー・オブ・アーツで学んだ。1860年代は、スコットランド生まれの風俗画家、ジョン・ペティ（John Pettie）の影響を受けたが、1870年代に入って、ラファエル前派の画家、ジョン・ロダム・スペンサー・スタンホープ（John Roddam Spencer Stanhope）やエドワード・バーン＝ジョーンズの助手として働いた。ロンドンのハマースミスのバーン＝ジョーンズのスタジオの隣に自らのスタジオを開いた。Grosvenor Galleryや The New Galleryに常時出展した。
古いイギリスの騎士伝説や、音楽や詩などから題材を選び描き「象徴主義」の画家として扱われる。バーン＝ジョーンズから直接指導を受け、強い影響下にあった。バーン＝ジョーンズよりも、人物の表現に動きがないと評価されている。
19世紀末に画家として成功するが20世紀になってリバプールの造船主らのパトロンの好みが変わり人気を失い、「忘れられた画家」となるが20世紀末になり再評価され、作品が高値で取引されるようになった。

## 作品

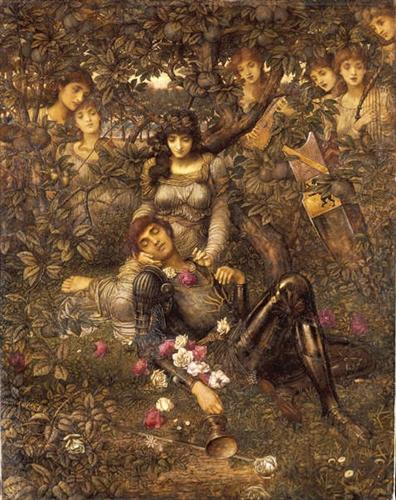
Acrasia, 1888
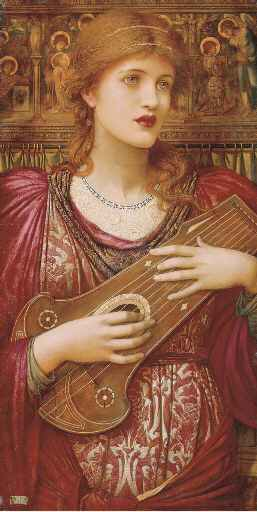
Thy Music, faintly falling, dies away, 1893
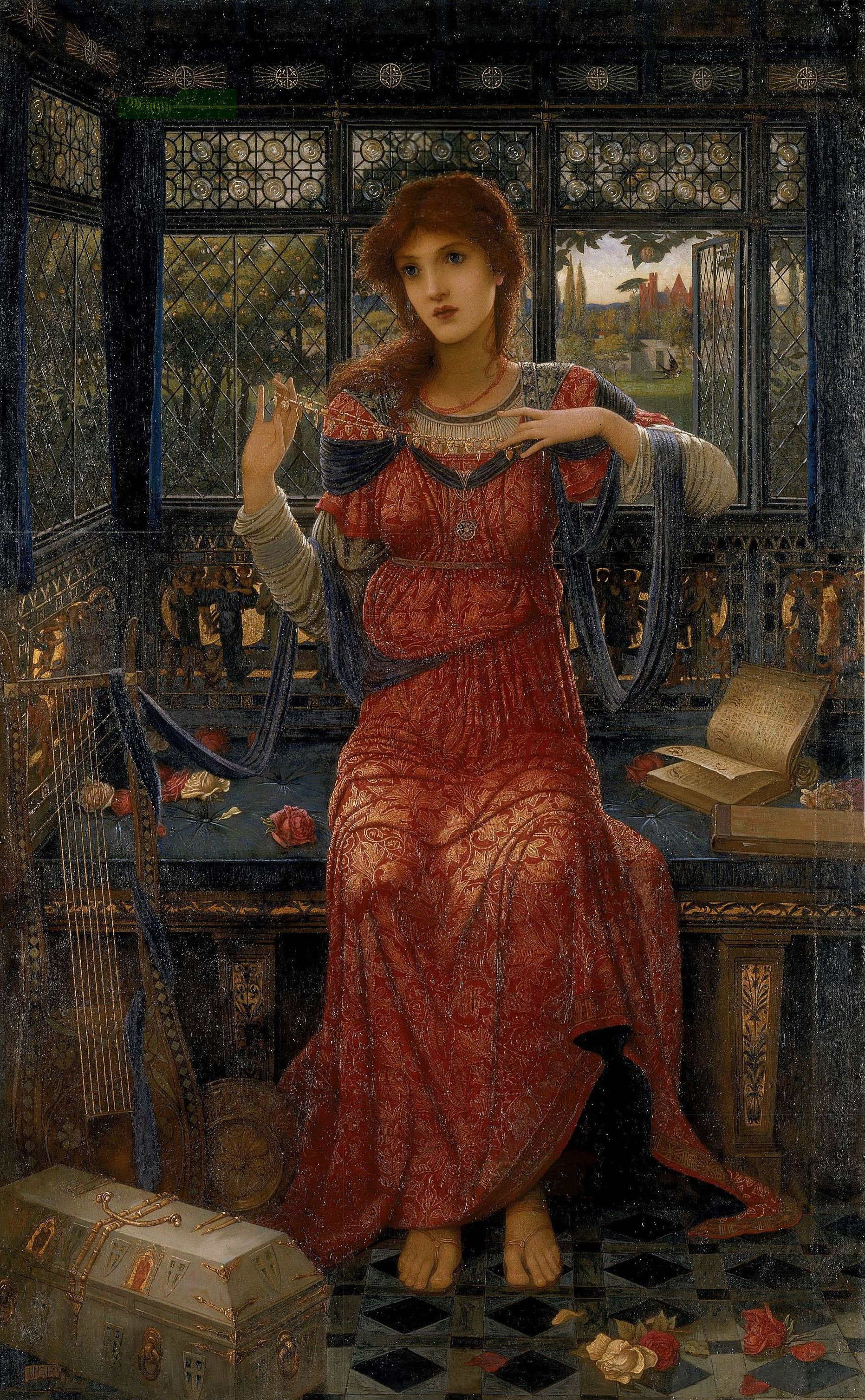
Oh Swallow, Swallow, 1894
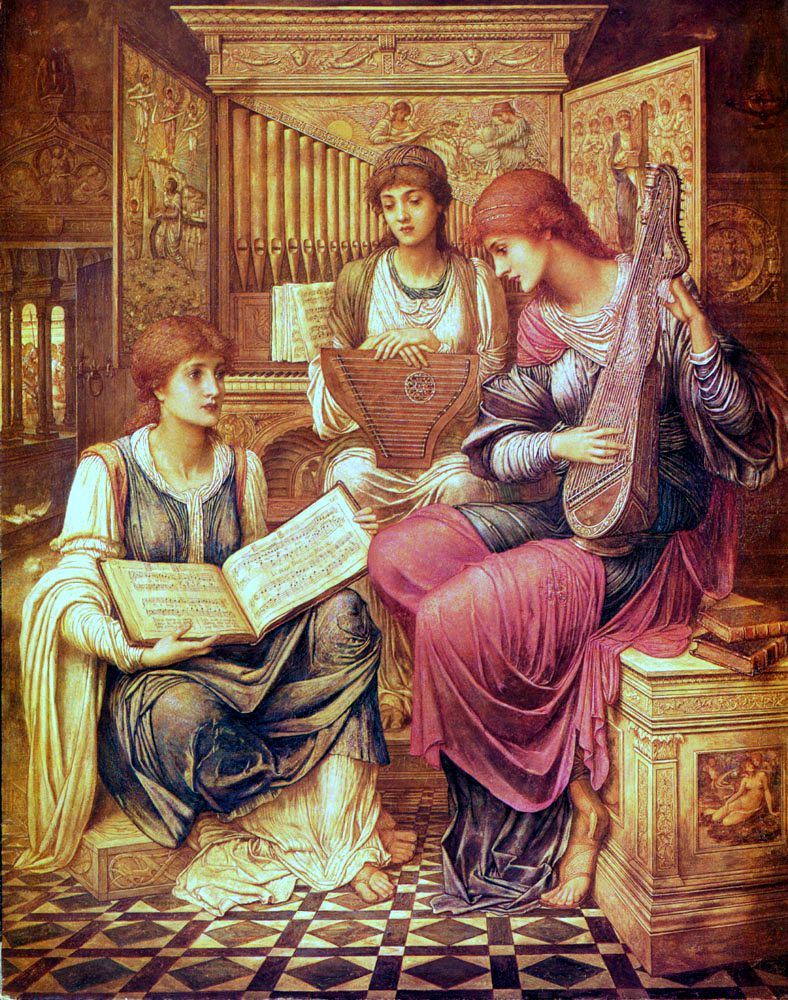
The Gentle Music of a Bygone Day, 1890
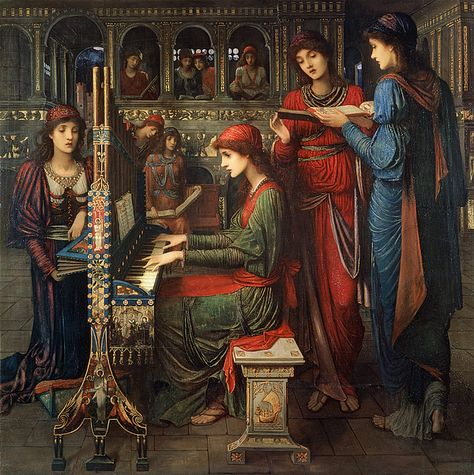
Evensong, St. Cecilia, 1897